# Simon von Stampfer
Simon von Stampfer, född 26 oktober 1790 i Matrei in Osttirol, död 10 november 1864 i Wien, var en österrikisk matematiker, lantmätare och uppfinnare. Hans mest berömda uppfinning är den stroboskopiska skivan som hävdas ha varit den första enheten som kunde visa rörliga bilder. Liknande apparater tillverkades i Belgien (phenakistoskop) och Storbritannien (dædaleum, och blev senare känd som zoetrop).
Asteroiden 3440 Stampfer är uppkallad efter honom.